# Гура Ваји
Гура Ваји (рум. Gura Văii) је насеље града Дробета-Турну Северин у жупанији Мехединци у Румунији. Према попису из 2021. у насељу је живело 1.440 становника.

## Географија
Гура Ваји се налази на месту ушћа реке Жидоштице у Дунав на надморској висини од 53 m. Код насеља се налази гранични прелаз и хидроелектрана „Ђердап I” као и Музеј хидроелектране.
Код Гуре Ваји се налази чак седам резервата природе који су део Парка природе „Гвоздена врата”. Ти резервати су „Брдо Вараник”, „Кракул Гајоара”, „Ваља Огланикулуј”, „Гура Ваји-Варчорова”, „Кракул Кручи”, „Фаца Вирулуј” и „Брдо Духовна”.

## Историја
Насеље је почело да се формира после 1821. године досељавањем из Брезнице која је била метох манастира Тисмане. У документу из 1834. спомиње се да у месту Гура Жидоштица живе сељаци на имању закупца Јордаке Думба, а на руској карти из 1835. забележено је 25 породица. На издању исте карте из 1853. године село се спомиње под данашњим именом, Гура Ваји. У селу постоји црква Силаска Светог Духа на апостоле која је грађена у периоду од 1993. до 2003. на месту бивше зграде општине залагањем мештанина Кристијана Ракитана. На брду Светог Петра северно од села, налази се стари камени крст.
На острву Гол на Дунаву код Гуре Ваји налази се археолошко налазиште заштићено као историјски споменик. Ту се налазе остаци насеља халштатске културе (X-IX век п.н.е) као и остаци позноримског (IV век), римско-византијског (IV-VI век) и средњевековног (XIV-XV век) утврђења.
7. сепембра 1964. године почела је изградња хидроелектране Ђедап I која се налази узводно од насеља, а званично је пуштена у рад 16. маја 1972. Ова хидроелектрана је највећа у Румунији и једна од највећих у Европи. У насељу је 1976. године, четири године од почетка рада хидроелетране,  отворен Музеј хидроелектране Ђердап I.

## Становништво
| Година       | 2002  | 2011  | 2021  |
| ------------ | ----- | ----- | ----- |
| Становништво | 1.652 | 1.783 | 1.440 |

Према попису из 2021. године у насељу је живело 1.440 становника што је за 343 (19,24%) мање у односу на 2011. када је на попису било 1.783 становника.
| Етнички састав према попису из 2011.‍ | Етнички састав према попису из 2011.‍ | Етнички састав према попису из 2011.‍ | Етнички састав према попису из 2011.‍ | Етнички састав према попису из 2011.‍ |
| ------------------------------------ | ------------------------------------ | ------------------------------------ | ------------------------------------ | ------------------------------------ |
|                                      |                                      |                                      |                                      |                                      |
| Румуни                               | Румуни                               |                                      | 1.590                                | 89,18%                               |
| Роми                                 | Роми                                 |                                      | 22                                   | 1,23%                                |
| Срби                                 | Срби                                 |                                      | 4                                    | 0,22%                                |
| Мађари                               | Мађари                               |                                      | 4                                    | 0,22%                                |
| Немци                                | Немци                                |                                      | 1                                    | 0,06%                                |
| Непознато                            | Непознато                            |                                      | 162                                  | 9,09%                                |